# Gola, Kroatien
Gola är en ort i Kroatien.   Den ligger i länet Koprivnica-Križevcis län, i den nordöstra delen av landet, 90 km nordost om huvudstaden Zagreb. Gola ligger 123 meter över havet och antalet invånare är 1 000.
Terrängen runt Gola är platt. Runt Gola är det ganska glesbefolkat, med 36 invånare per kvadratkilometer. Närmaste större samhälle är Koprivnica, 18,1 km väster om Gola. Trakten runt Gola består till största delen av jordbruksmark.